# Fruit Ninja
Fruit Ninja – komputerowa gra zręcznościowa udostępniona 21 kwietnia 2010 roku. Polega na przesuwaniu palcem lub myszką po ekranie tak, żeby przeciąć jak najwięcej owoców, które wyrzucane są z dołu ekranu. Za każde udane cięcie gracz dostaje punkty. Gra kończy się po przecięciu bomby lub gdy nie uda się zniszczyć 3 owoców jednocześnie. W trybie arcade gracz ma 60 sekund na zebranie jak największej ilości punktów.
Średnia ocen na agregatorze Metacritic wynosi 71 punktów na 100 z ośmiu recenzji. W przeciągu miesiąca od premiery sprzedano 200 tysięcy kopii na iOSie, a do 2011 roku łącznie na wszystkich platformach – ponad 20 milionów.